# Philoscia hirta
Philoscia hirta is een pissebed uit de familie Philosciidae. De wetenschappelijke naam van de soort is voor het eerst geldig gepubliceerd in 1922 door Wahrberg.